# Kluitman

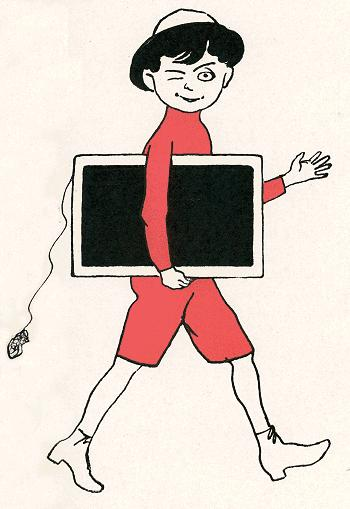
Illustratie uit Pietje Bell of de lotgevallen van een ondeugenden jongen, Gebr. Kluitman, Alkmaar, 1914

Uitgeverij Kluitman Alkmaar B.V. is een Nederlandse uitgeverij die is opgericht door Pieter Kluitman in Alkmaar. Kluitman is in de loop der tijd een van de bekendste uitgevers van kinderboeken in Nederland geworden met series als Dik Trom, Pietje Bell en De Kameleon.

## Geschiedenis
In 1864 begon Pieter Kluitman in Alkmaar een boekhandel in een pand waar ook een drukkerij en een boekbinderij te vinden waren. Het bedrijf groeide snel en verschillende klassiek geworden boeken werden in die tijd voor het eerst uitgegeven. In 1891 kwam bijvoorbeeld het eerste boek uit de Dik Tromserie van C. Joh. Kieviet uit en in 1906 nam Kluitman Afke's tiental van Nienke van Hichtum over van schoolboekenuitgever J.B. Wolters.
Hoewel de familie Kluitman niet meer bij de uitgeverij is betrokken, is de naam 'Kluitman' gehandhaafd. Na een periode in Heerhugowaard (1978-2000) is het bedrijf sinds 2000 weer in Alkmaar gevestigd. In 2010 werd er besloten om de uitgeverij uit te breiden met enkele imprints. Kluitman wilde zich naast peuter- en kinderboeken ook gaan richten op het uitgeven van boeken voor meisjes vanaf dertien jaar, met een nadruk op 'jongvolwassenen'. Hiervoor werd de imprint Blossom Books opgezet. Daarnaast wilde Kluitman zich richten op zelfhulpboeken voor kinderen waarvoor de imprint Puur is ontwikkeld.
In december 2018 werd het bedrijf overgenomen door BBNC Uitgevers in Amersfoort die het onder de naam Kluitman voortzet.

## Voorbeelden van uitgaven
- Dik Trom
- De Kameleon
- Pietje Bell
- Brammetje Bond
- Snelle Jelle
- Kippenvel
- De Discus
- Paardenranch Heartland
- Complot 365
- Waanzinnig om te weten
- Gregor de Bovenlander
- Deltora
- Tieners schrijven voor tieners
- Een meisje in de oorlogswinter
- Gouden paarden[2]